# Reitdiep
Le Reitdiep est une rivière néerlandaise de la province de Groningue.

## Fleuve ou rivière?
Historiquement parlant, on peut considérer le Reitdiep comme un fleuve qui se jetait dans la Lauwerszee. De nos jours, la Lauwerszee étant barrée et transformée en Lauwersmeer, le Reitdiep n'est plus en contact direct avec la mer et ne subit plus l'effet des marées.

## Géographie et histoire
De nos jours, le Reitdiep commence dans le port septentrional de la ville de Groningue. Le tronçon de Groningue à Wierumerschouw correspond au cours inférieur articiel - car creusé - du Drentsche Aa. Le tronçon de Wierumerschouw au Lauwersmeer correspond à un des cours inférieurs historiques de la Hunze. Anciennement, le Reitdiep était donc le nom pour la partie depuis le confluent du Drentsche Aa et de la Hunze jusqu'à la Lauwerszee.
Au cours des siècles, le tracé de certaines parties sinueuses, qui montraient une tendance à l'enlisement, a été modifié pour supprimer les méandres et obtenir un cours droit et rectiligne. Ces tronçons sont appelés rak, et portent souvent un nom propre à eux. Ainsi, on trouve le Zwaluwrak (créé en 1622) au nord d'Oldehove, et le Langerak (créé en 1629) près de Garnwerd.
Jusqu'à la construction du Canal de l'Ems en 1876, le Reitdiep était la seule connexion fluviale entre la ville de Groningue et la mer. En 1877, on a construit un barrage et des écluses à Zoutkamp, supprimant ainsi la liaison directe et l'influence des marées dans les canaux de la ville.
Avant la fermeture de la Lauwerszee, Zoutkamp était un important port de pêche, situé sur l'embouchure du Reitdiep. Dans l'actuel Lauwersmeer, le Reitdiep poursuit son cours sous les noms de Zoutkamperril, Slenk et Vaarwater naar Oostmahorn.
De nos jours, la rivière a une importante fonction d'évacuation des eaux pour son ancien bassin versant, ainsi qu'un certain intérêt écologique.

## Source
- (nl) Cet article est partiellement ou en totalité issu de l’article de Wikipédia en néerlandais intitulé « Reitdiep (rivier) » (voir la liste des auteurs).